# Texte en clair
En cryptographie, un texte en clair (ou message clair) désigne une information non chiffrée. Il s'oppose à un texte chiffré (en) rendu inintelligible par un processus de chiffrement à toute personne non autorisée. Ces termes s'applique à la fois à une donnée stockée ou en transmission.
Il est généralement utilisé pour décrire la donnée en entrée d'un chiffre, mais sert également dans le domaine de la cryptanalyse pour les attaques à texte clair connu et texte clair choisi.
Appliquer un chiffrement à un texte en clair permet d'assurer sa confidentialité. Les personnes autorisées doivent alors généralement disposer d'un secret (ou clé) permettant d'inverser le processus et de récupérer le texte en clair. Lorsque la confidentialité repose sur d'autres facteurs tels que le type de chiffre utilisé, on parle de sécurité par l'obscurité.